# Somatidia fauveli
Somatidia fauveli är en skalbaggsart som beskrevs av Stefan von Breuning 1951. Somatidia fauveli ingår i släktet Somatidia och familjen långhorningar. Inga underarter finns listade i Catalogue of Life.